# Eodorcadion zichyi
Eodorcadion zichyi är en skalbaggsart som först beskrevs av Csiki 1901.  Eodorcadion zichyi ingår i släktet Eodorcadion och familjen långhorningar. Inga underarter finns listade i Catalogue of Life.